# William Féron

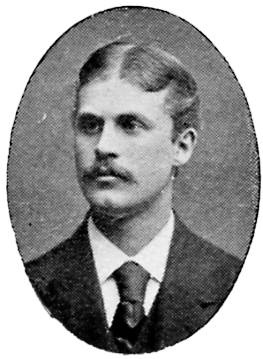
William Féron

William (Wilhelm) Josef Féron, född 25 oktober 1858 i Stockholm, död 25 juni 1894 i Stockholm, var en svensk konstnär. Han var huvudsakligen landskaps- och figurmålare.
Han var son till juveleraren Ludvig Constantin Féron och Juliana Fredrika Féron och från 1891 gift med Emelie Lundström.  
William Féron struderade vid Tekniska Skolan (nuvarande i Stockholm 1877–1880 och för Edvard Perséus innan han sökte in till Konstakademien 1873. Efter avslutade akademistudier 1880 gjorde han en studieresa till Paris där han anslöt sig till den svenska konstnärskolonin. Med undantag av en resa till Italien tillsammans med Carl Skånberg 1882 kom han att vistas i Frankrike under hela 1880-talet. Han umgicks flitigt med de svenska konstnärer som vistades i Paris och anslöt sig till opponentrörelsen mot akademien 1885. Han medverkade i Parissalongen ett flertal gånger samt i världsutställningen 1889. Efter återkomsten till Sverige ställde han ut med Konstföreningen i Stockholm 1891. Han blev ledamot i Svenska konstnärernas förening 1891 och var ledamot i Konstnärsförbundet 1886-1894. Féron är representerad vid Nationalmuseum och Göteborgs konstmuseum. I samband med utställningen Opponenterna av 1885 på Nationalmuseum 1945 visades några verk av Féron.